# Ángel Galé
Ángel Galé Hualde (2 de octubre de 1861 – 20 de abril de 1941). Hijo predilecto de la Villa de Isaba, Navarra. Empresario emprendedor que contribuyó a principios del siglo XX a la modernización de la villa roncalesa de Isaba, dotando al pueblo de infraestructuras para mejorar las condiciones de vida de sus habitantes. Así mismo, fue quien introdujo el turismo en el pueblo con la construcción de un hotel. Quizá, de entre sus negocios, el más conocido a día de hoy sea el parque de atracciones del monte Igueldo en San Sebastián.

## Biografía
Nació en Isaba y fue bautizado en la Parroquia de San Cipriano con el nombre de Ángel Custodio, era el menor de tres hermanos, Senena y Marcos eran sus hermanos mayores.
Se educó en la escuela de Isaba. A la temprana edad de 16 años es reclamado desde Madrid para realizar el servicio militar. Su familia quería que hiciera la carrera militar pero la idea no le atraía en absoluto, por lo que se limitó a cumplir servicio como lo exigía la ley.
Acabado el servicio militar, Ángel Galé se queda a vivir en Madrid en donde estudia telecomunicaciones. Allí conoce al joven arquitecto roncalés Eduardo Gambra Sanz, con el que crea una empresa dedicada a la elaboración de estudios y proyectos urbanísticos. Esto lo compaginó con su trabajo como administrador de fincas de la Condesa de Castañeda en Pedro Muñoz (Ciudad Real). Este trabajo le reportó grandes beneficios económicos que invirtió en su empresa y en su pueblo natal.
Entre los años 1895 y 1911, aprovechando la llegada de la carretera nueva a Isaba, Galé financió la traída del agua a las fuentes del pueblo, construyó el matadero municipal, el lavadero, la instalación de un servicio público con alcantarillado hasta el río, puso retretes en las escuelas y muchas pequeñas obras de interés general.
De todas sus obras, la que más impulso dio a Isaba, fue la construcción sobre el solar de su casa natal del Hotel Pirineo. Este hotel llegó a ser durante unos años el mejor hotel de toda Navarra, contaba con casino, oficina de turismo, taller de vehículos etc… Todas estas obras fueron diseñadas por su socio roncalés Eduardo Gambra.
El Ayuntamiento de Isaba presidido por Bernardo Estornés Anaut en agradecimiento a todos los adelantos y aportaciones hechas por Galé, le nombró hijo predilecto el 21 de octubre de 1911 y también dio su nombre a una pequeña plaza que había frente a su casa.
Otra de las iniciativas de este izabar emprendedor fue la creación a principios del siglo XX de una compañía de transportes, El Progreso Roncalés, que cubría el transporte de viajeros desde Uztárroz hasta Liédena. Esta compañía, apoyada por los comerciantes de Isaba entró en competencia con otra compañía creada unos años antes denominada La Roncalesa. La irrupción del Progreso Roncalés con el primer vehículo de motor que entró en el valle hizo que La Roncalesa cambiará sus carruajes de caballos por vehículos a motor. Con la construcción del puente de Liédena, el Progreso Roncalés llegó hasta Pamplona obligando a la competencia a lo mismo.
Gracias a sus buenas relaciones en la corte de Madrid y también a sus dotes como orador fue comisionado por el Ayuntamiento de Pamplona para que negociase en la capital la autorización para derribar las murallas de Pamplona y la posterior construcción de un ensanche hacia el sur. Galé tuvo éxito en su misión por lo que el consistorio pamplonés en pleno de fecha 30 de octubre de 1913 acordó por unanimidad darle las gracias por sus esfuerzos y gestiones a favor del ensanche de la capital.
También se recurrió a él para hiciera el diseño urbanístico de esa zona de Pamplona. Para ello contó con la ayuda de su amigo Eduardo Gambra. Sin embargo tras desavenencias con el ayuntamiento, el proyecto definitivo fue encargado a otra persona, pero este apenas modificó lo diseñado por Galé.
Con la llegada en 1931 de la II República Española, Galé afianzó sus convicciones republicanas, pero se mostró contrario a al radicalismo y a los excesos que se produjeron, especialmente después del triunfo del Frente Popular en 1936.
El comienzo de la guerra civil le sorprendió en Isaba. Allí estuvo hasta que en 1937 el ejército ocupó el hotel de su propiedad y expulsó a toda su familia. Se trasladó a Pamplona donde estuvo durante la guerra, para una vez acabada esta, establecerse definitivamente en Madrid.
Ángel Galé que en 1915 se había casado con María Paula Urdiroz Larequi, de Aoiz, tuvo tres hijos: Ángel, Custodio y María Ángeles.
Falleció en Madrid el 20 de abril de 1941 a la edad de 79 años.

## Monte Igueldo
En 1914, Ángel Galé compró la famosa torre de Igueldo en San Sebastián con la idea de construir un complejo turístico, para ello con un pequeño equipo de colaboradores creó la denominada Sociedad Anónima Monte Igueldo. Ese mismo año colocaron un funicular para que todo el que lo deseara accediera al complejo. En años posteriores fueron añadiendo a su negocio atracciones dirigidas al público infantil.
La creación de este negocio hizo que Galé creara una nueva línea de El Progreso Roncalés que iba desde Pamplona hasta San Sebastián. Esto provocó que también La Roncalesa ofreciera este servicio. Más adelante Galé llegó a un acuerdo con La Roncalesa disolviendo El Progreso Roncalés y cediendo a la primera la exclusividad de las líneas de Uztárroz a Pamplona y de Pamplona a San Sebastián. En la actualidad La Roncalesa sigue prestando el servicio a la capital guipuzcoana pero la línea Uztárroz – Pamplona desapareció.
Se cree que hacia el año 1929 Ángel Galé se desvinculó de la Sociedad Monte Igueldo, hoy casi un siglo después está iniciativa pervive con prestigio y tiene un prometedor futuro.
- Datos: Q6173171